# Vagina dentata
Vagina dentata är latin och översätts ordagrant till betandad vagina. Det förekommer myter om kvinnor med betandade underliv i flera kulturer, och dessa återges ofta med syftet att varna folk från att ha sex med främlingar. 

## Mytens popularisering och kulturella påverkan
Myten om den betandade vaginan har inspirerat många konstnärer och författare genom tiderna, i synnerhet diverse surrealistiska målare och psykoanalytiska forskare. Även om den ofta associeras med Sigmund Freuds idéer om kastrationsångest så omnämns myten aldrig i något av hans arbeten.
Historier om betandade vaginor har populariserats ytterligare de senaste åren, bland annat genom att de omnämnts i Neil Gaimans bästsäljande bok Amerikanska Gudar och i filmen Teeth från år 2007. Animen Wicked City och Carlos Fuentes roman Kristoffer ofödd har också kvinnliga karaktärer med vagina dentata, liksom K.W. Jeters bok Dr. Adder. I Neal Stephensons Snow Crash nämns fenomenet i samband med en uppfinning vars syfte är att motverka våldtäkter.

## Kvinnlig antivåldtäktskondom
År 2005 introducerade uppfinnaren Sonette Ehlers en kvinnlig kondom kallad Rapex som förs in i vaginan och vars främsta syfte är att motverka våldtäkt. Denna kondom är på sin insida fulltäckt av små mikroskopiska krokar som fastnar i våldtäktsmannens penis. Dessa kan endast tas bort genom kirurgiska ingrepp och orsakar svåra obehag. Ehlers ska ha sagt att inspirationen till uppfinningen kom från ett möte med ett våldtäktsoffer som skämtsamt hade berättat hur hon önskade att hon haft tänder i underlivet.